# Рут Апіладо
Рут Моссель Мейс (англ. Ruth Mosselle Mays), у шлюбі Рут Апіладо (англ. Ruth Apilado; 30 квітня 1908 — 15 серпня 2021) — американська редакторка, письменниця, активістка боротьби з расизмом, довгожителька. Засновниця «America's Intercultural Magazine».

## Біографія
Рут Моссель Мейс народилася 30 квітня 1908 року в Чикаго, штат Іллінойс. Її батьками були Стюарт і Клара Мейс.
Почала вчителювати у 1928 році, після закінчення Чиказького Державного Університету. Журналістську кар'єру розпочала в 1942 році, деякий час працюючи редакторкою в недавно створеному «Negro Youth Photo Scripts Magazine». У 1945 році вона написала лист редактору, в якому критикувала мемуари Річарда Райта «Чорний хлопчик», вказавши, що це був неточний опис типового дитинства афроамериканців. У 1950 році Апіладо опублікувала роман під назвою «Joneses».
У 1973 році Рут Апіладо заснувала «America's Intercultural Magazine» (AIM) — щоквартальний журнал, метою якого є «подолання розриву між расами, культурами і релігіями». Перша спроба створення такого журналу (тоді він мав назву «Freedom Press») була зроблена ще в 1948 році, коли Апіладо звернулася до газети «Berkeley Daily Gazette» із проханням допомогти їй з колегами в маркетингу.
Антирасистську позицію Рут Апіладо відображала в своїх редакційних статтях. Наприклад, в 1975 році вона похвалила активіста і церковного лідера Віллу Сондерса Джонса. 16 червня 1990 року Апіладо взяла участь в дискусії на конференції письменників у Elgin Community College в штаті Іллінойс.

## Особисте життя
Чоловіком Рут Апіладо був Іносенсіо Апіладо, який мав філіппінське коріння. Їхній син, Мирон Апіладо, був віцепрезидентом у справах меншин Вашингтонського університету до 2000 року, а також редактором AIM. 
26 серпня 2004 року, у віці 96 років, Рут Апіладо дала інтерв'ю Ларрі Кроу з The History Makers — проєкту, який створює усні матеріали з історії афроамериканців.
Станом на 19 грудня 2018 року Рут Апіладо виповнилося 110 років.